# مفوضية الرايخ

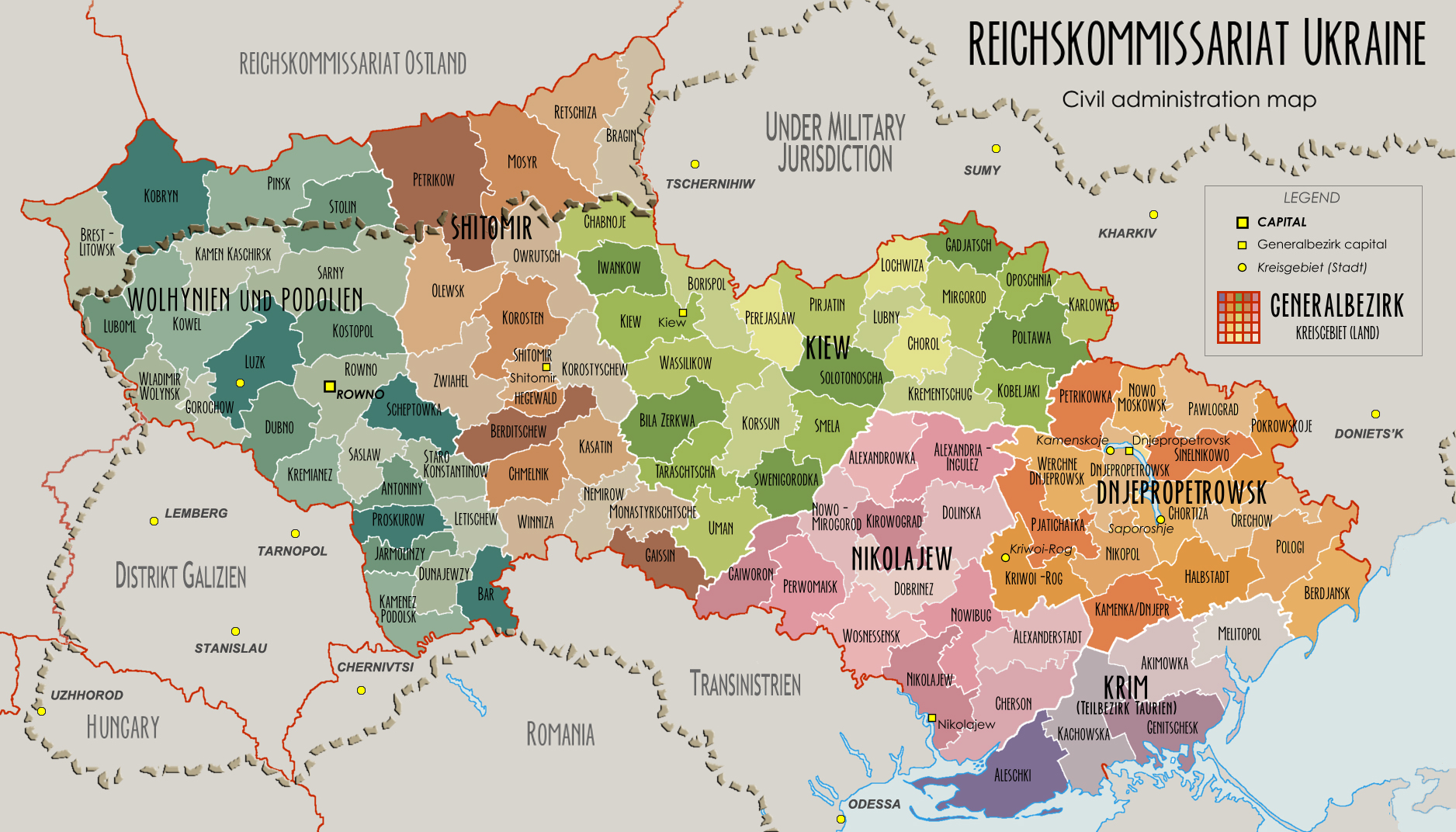
Reichskommissariat أوكرانيا، واحدة من reichskommissariats التي أنشأتها ألمانيا خلال الحرب.

مفوضية الرايخ' ( (بالإنجليزية: رايخ Commissariat)‏ هو التسمية الألمانية لنوع من الكيانات الإدارية يرأسه مسؤول حكومي يعرف باسم الرايخسوميسار (بالإنجليزية: Reich مفوض ‏)‏. على الرغم من وجود العديد من هذه المكاتب المختلفة في المقام الأول خلال فترتين الإمبراطورية الألمانية والنازية في عدد من المجالات المختلفة (تتراوح بين البنية التحتية العامة والتخطيط المكاني للتطهير العرقي ) فإنه يستخدم عادة للإشارة إلى الكيان الإداري شبه الاستعماري الذي أنشأه نازيون ألمانيا في العديد من البلدان المحتلة خلال الحرب العالمية الثانية. في حين تقع رسميا خارج الرايخ الألماني بالمعنى القانوني، كانت تسيطر هذه الكيانات مباشرة من قبل السلطات المدنية العليا الخاصة بهم (على Reichskommissars)، الذي حكم الأراضي المخصصة لهم كما الألماني حكام نيابة عن وكممثلين المباشر لأدولف هتلر. 
خدم إدخال هذه الإدارات الإقليمية عددًا من الأغراض. تلك التي تم إنشاؤها أو المخطط إنشاؤها في أوروبا الغربية والشمالية كانت متصورة عمومًا باعتبارها المراحل الانتقالية لدمج مختلف البلدان الجرمانية خارج ألمانيا ما قبل الحرب في دولة نازية موسعة.  خدم نظرائهم الشرقيين في المقام الأول الأهداف الاستعمارية والإمبريالية، كمصادر للبنسروم في المستقبل من أجل الاستيطان الألماني واستغلال الموارد الطبيعية.  
وكان التباين الآخر هو مستوى الإصلاح الإداري المطبق في هذين النوعين. كما هو الحال في معظم المناطق الأخرى التي غزاها الألمان، تعرض المسؤولون المحليون والبيروقراطيون لضغوط لمواصلة عملياتهم اليومية المعتادة (خاصة في المستويات المتوسطة والدنيا) وإن كان ذلك تحت إشراف ألماني. طوال الحرب، احتفظ الرايخسكوميساري في أوروبا الغربية والشمالية بكل بساطة بالهيكل الإداري الموجود سابقًا، في حين تم إدخال هياكل جديدة تمامًا في المناطق الشرقية. 
ومع ذلك، كانت جميع هذه الكيانات مخصصة للاندماج في نهاية المطاف في الرايخ الجرماني الأكبر ( (بالألمانية: Großgermanisches Reich)‏ تشمل المنطقة العامة لأوروبا الممتدة من بحر الشمال إلى جبال الأورال، والتي كانت ألمانيا تشكل الأساس لها. 

## أوروبا الغربية والشمالية
- مفوضية النرويج ( الاحتلال الألماني للنرويج بين عامي 1940 و1945).
- مفوضية هولندا ( الاحتلال الألماني لهولندا بين عامي 1940 و 1945).
- Reichskommissariat Belgien-Nordfrankreich ( الاحتلال الألماني لبلجيكا وشمال فرنسا، نور با دو كاليه، في عام 1944. تم ضمها بأثر رجعي مباشرة إلى الرايخ الألماني الكبير في ديسمبر عام 1944 كرايخس جديد من فلاندرز والونيا وبروكسل، على الرغم من أن معظم المنطقة لم تعد تحت السيطرة الألمانية في ذلك الوقت.

## المناطق التي كان يحكمها الاتحاد السوفيتي سابقًا
في صيف عام 1941، اقترح عالم الفكر النازي الألماني ألفريد روزنبرغ أنه لتسهيل تفكك الاتحاد السوفيتي وروسيا ككيان جغرافي، يجب أن تدار الأراضي السوفيتية المحتلة في رايخسكوميساري الخمسة التالية:
- رايخسوميسار أوستلاند (RKO) ( استونيا التي سبق أن ضمها الاتحاد السوفيتي ولاتفيا وليتوانيا وشرق بولندا وروسيا البيضاء السوفيتية، امتدت شرقًا بتضمين بعض أجزاء من غرب روسيا ) 1941-1944 / 45.
- رايخسوميسار أوكرانيا (RKU) ( شرق بولندا التي كانت تحت سيطرة الاتحاد السوفيتي سابقًا، وأوكرانيا السوفيتية ناقص مقاطعة غاليسيا ورومانيا ترانسنيستريا وشبه جزيرة القرم، وفي أواخر مايو 1941 امتدت شرقًا حتى فولجا ) ؛ 1941-1944.
- Reichskommissariat Don-Wolga (تقريبًا من بحر آزوف إلى جمهورية فولغا الألمانية بما في ذلك روستوف وفورونيج وساراتوف ؛ أواخر مايو 1941 مقسمة بين أوكرانيا وكوكاسوس) ؛ لم يثبت أبدا.
- رايخسوميسار موسكوفين ( RKM ) (منطقة موسكو الحضرية وبقية روسيا الأوروبية ناقص كاريليا وشبه جزيرة كولا، وعدت بها فنلندا ) ؛ لم تنشأ تماما. توقف التقدم العسكري الألماني في 1941/42.
- Reichskommissariat Kaukasus (RKK) ( جنوب روسيا ومنطقة القوقاز ) ؛ لم تنشأ تماما. توقف التقدم العسكري الألماني في 1942/43.
- Reichskommissariat Turkestan (RKT) (جمهوريات آسيا الوسطى وأقاليمها) ؛ لم يثبت أبدا.

بناءً على طلب هتلر، قام Rosenberg بتعليق مشروع تركستان في المستقبل القريب، والذي تم بدلاً من ذلك التركيز على أوروبا في الوقت الحالي.  كانت آسيا الوسطى مصممة على أن تكون هدفًا مستقبليًا للتوسع الألماني، حالما تكون جيوشها جاهزة للتحرك شرقًا بعد توطيد الانتصارات الحالية في روسيا السوفيتية. إن الاهتمام في جزء من منطقة شريك المحور الرئيسي لألمانيا، إمبراطورية اليابان (انظر مفاوضات قوة المحور حول تقسيم آسيا خلال الحرب العالمية الثانية)، قد يصبح موضوع نقاش يتعلق بتأسيسهما المعاصر لمنطقة شرق آسيا الكبرى.
الوحدات الإضافية التي كانت قيد المناقشة في نقاط مختلفة في الوقت المناسب تشمل Reichskommissariat Don-Wolga، ولكن بحلول النصف الثاني من مايو 1941، كان عدد الوحدات الإدارية التي كان من المقرر إنشاؤها في الشرق يقتصر على أربع وحدات؛ فضلا عن رايخسوميسار الأورال لوسط وجنوب منطقة الاورال. 

## روابط خارجية
- تطور تخطيط ألفريد روزنبرغ الإقليمي للأراضي السوفيتية المحتلة